# Dobbertiner Sagen

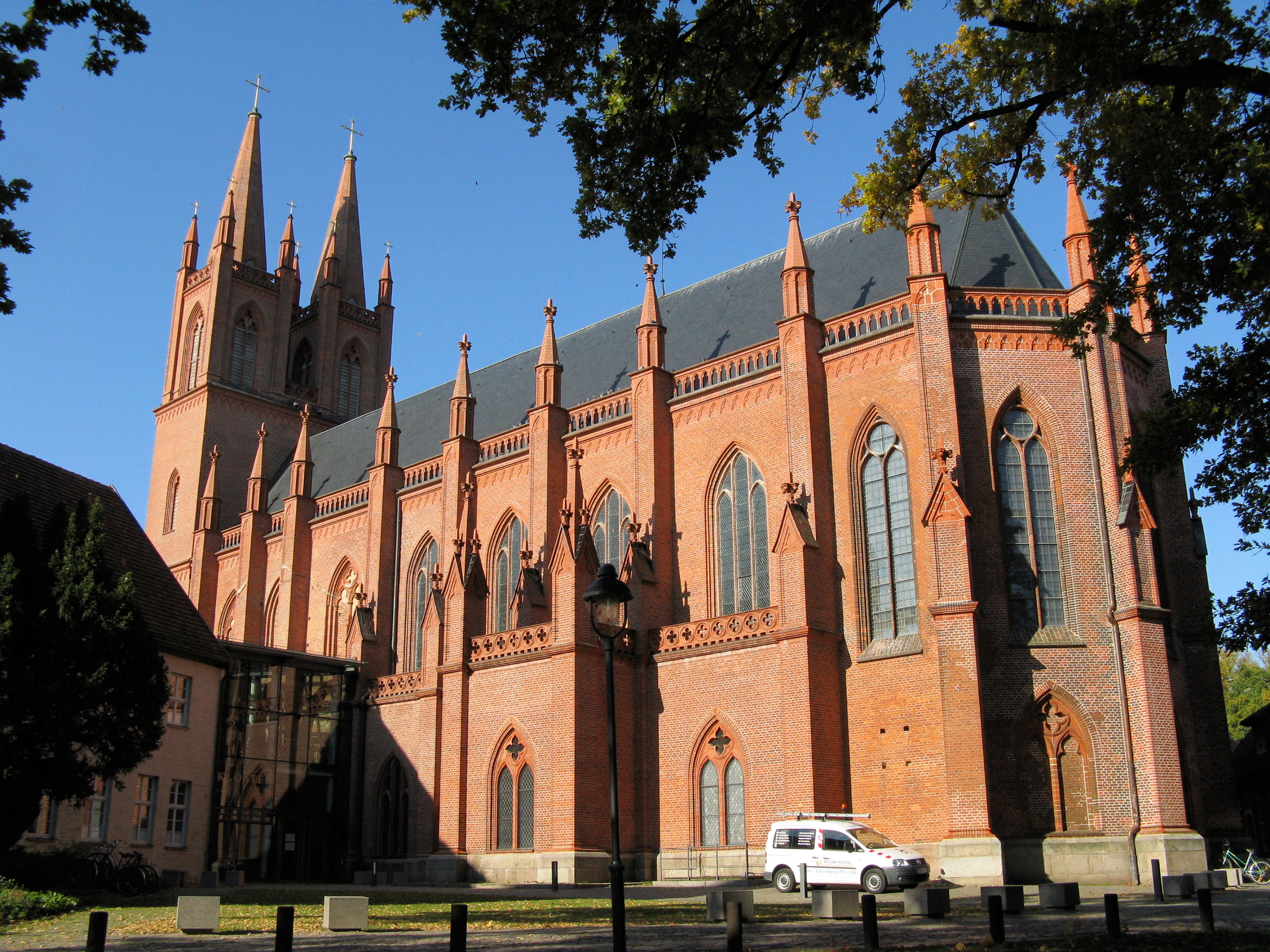
Klosterkirche Dobbertin (2009)

Über Jahrhunderte haben sich einige Sagen zum Nonnenkloster und dem Jager See, dem heutigen Dobbertiner See sowie zum Klosterdorf Dobbertin erhalten. So zu der im Kreuzgang eingemauerten Nonne, den unterirdischen Gängen im Kloster, den im Dobbertiner See versenkten Glocken oder zum abendlichen Kartenspielen des Dobbertiner Propst als Teufelswerk.

## Die eingemauerte Nonne

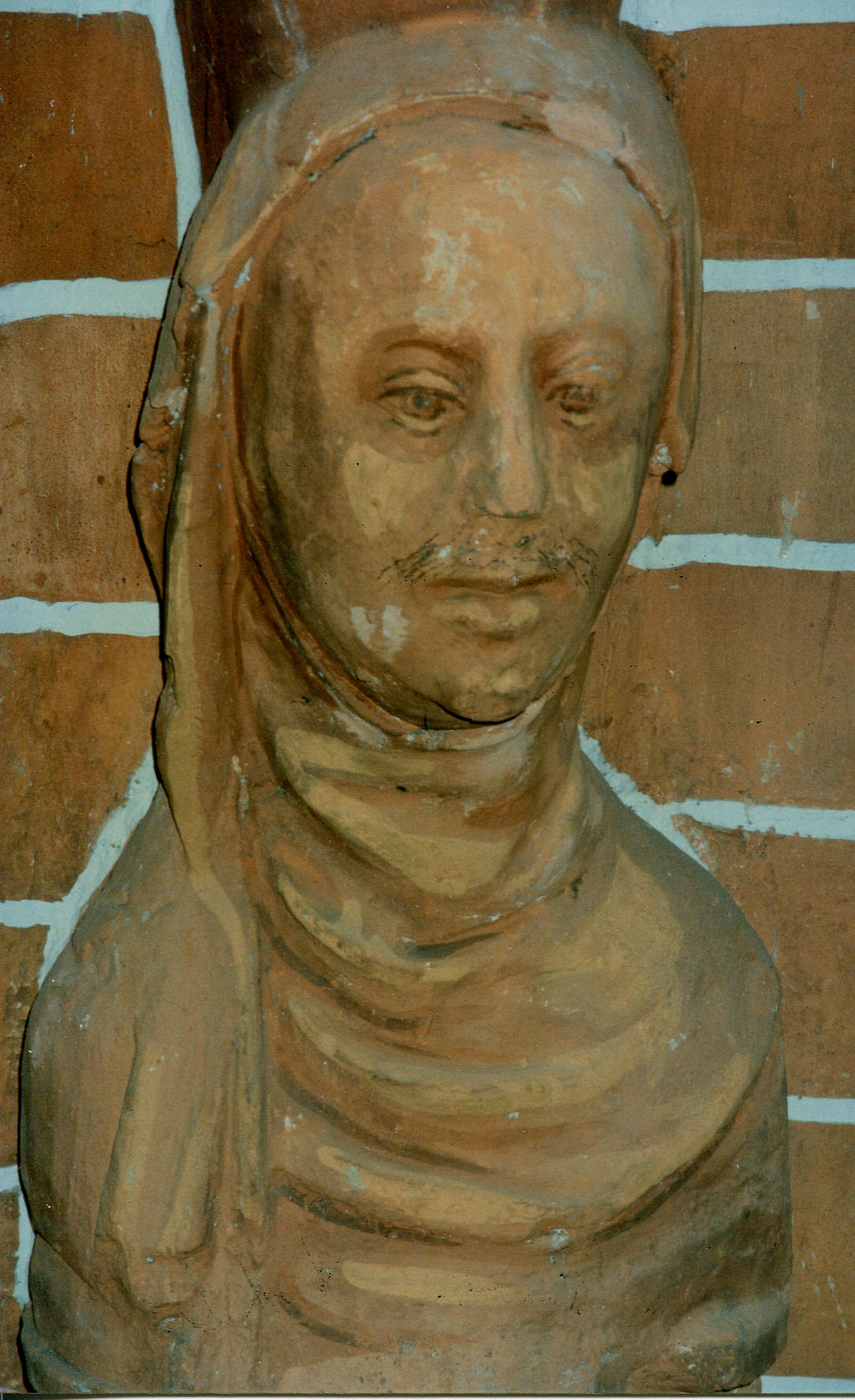
Die Nonne von Dobbertin (1997)

Es ist gar nicht so lange her, da lebten im Kloster Dobbertin noch Konventualinnen. Gern zeigten sie den Besuchern das Kloster und erklärten die historischen Gebäude. Zu den Besonderheiten gehörte auch der sehr gut erhaltene Kreuzgang mit dem damals von ihm umschlossenen gärtnerisch schön gestalteten Innenhof. Dieser Hof war einst der Friedhof der Dobbertiner Nonnen. Und bei ihren Erklärungen kamen die Konventualinnen auch auf eine Erscheinung zu sprechen, die sie selbst nicht zu deuten wussten. Es kam hin und wieder vor, dass sie um Mitternacht im Kreuzgang auf eine ihnen unbekannte Nonne trafen. Sie schien mehr zu schweben als zu gehen und ließ dabei ihren Rosenkranz durch die Finger gleiten. Sie wich niemandem aus. Sie sah aber auch keinem in die Augen und antwortete nicht auf Fragen. So hatten sich die Konventualinnen an den Geist gewöhnt, denn er tat ihnen nichts zuleide. Es hieß, dass die Nonne, als der Kreuzgang gebaut wurde, sich zu Ehren des Erlösers bei lebendigem Leib dort einmauern ließ.

## Die goldene Wiege unter der Klosterkirche
Tief unter der Dobbertiner Klosterkirche liegt ein Schatz. Es ist eine goldene Wiege, die die Wenden, als sie von diesem Orte abzogen, versteckten. Nicht ein Lichtstrahl gelangt dorthin, alles liegt in vollkommener Dunkelheit. Eine Treppe führt in das Gewölbe hinunter. Der Eingang ist vermauert, deshalb weiß auch niemand mehr, wo er zu finden ist. Der Schatz wird von einem silbernen Hahn bewacht. Der kratzt jedem die Augen aus, der es wagen sollte, die Treppe hinunter zu steigen. Wer dennoch seinen Weg fortsetzt, wird auch die Wiege bekommen. Derjenige erhält auch sein Augenlicht zurück, vorausgesetzt, er findet wieder den Weg ans Tageslicht.

## Die Dobbertiner Glocken

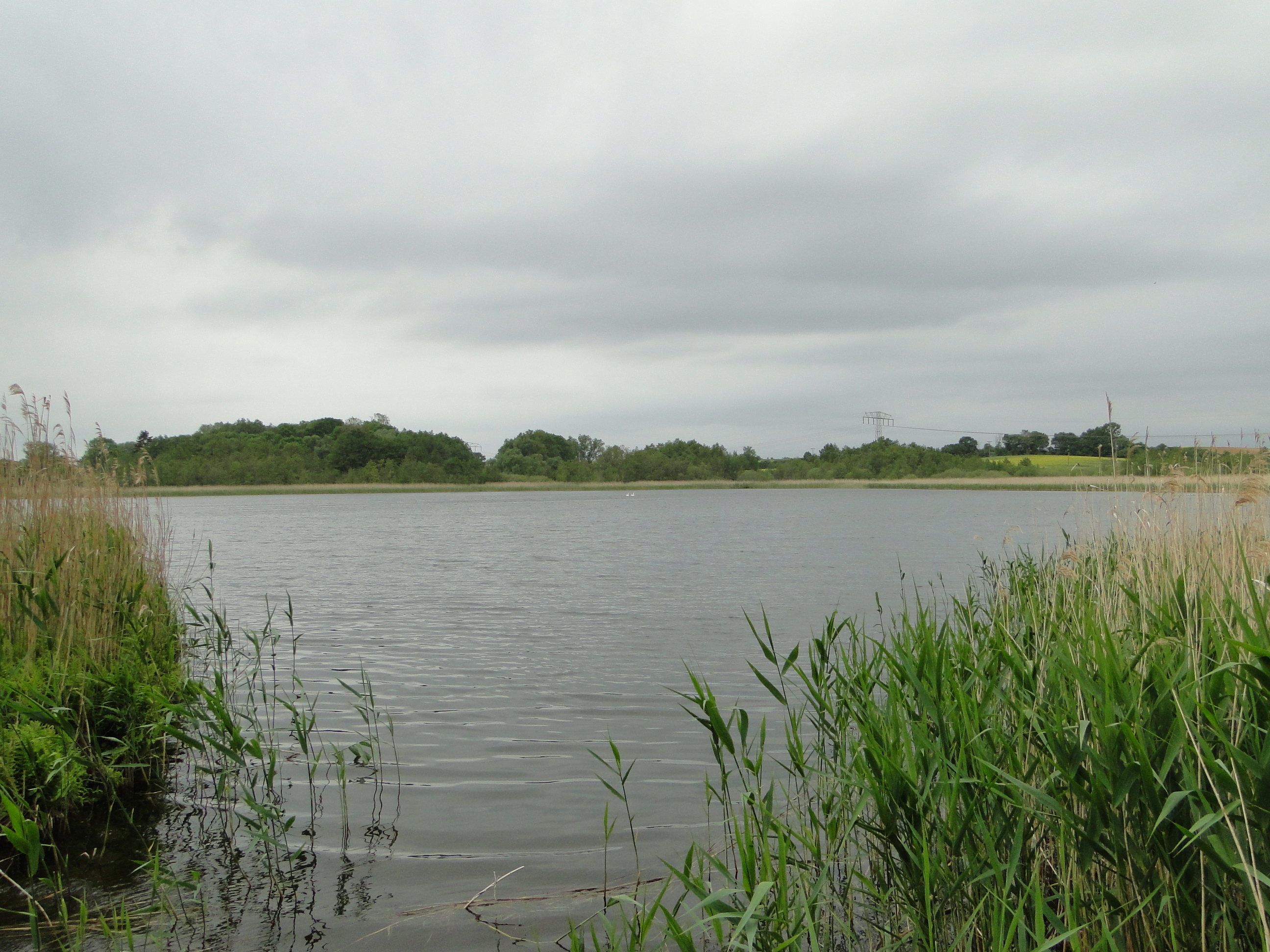
Nienhäger See (2017)

Das Dorf Nienhagen gelangte bereits Anfang des 13. Jahrhunderts in den Besitz des Nonnenklosters Dobbertin. Vor Hunderten von Jahren wurden schon Sagen über das Kloster Dobbertin in der Nähe von Goldberg erzählt. Bei dieser Sage geht es um zwei Glocken, die die Zeiten nicht überdauerten.
Zur Zeit, als sich das Christentum mehr und mehr in Mecklenburg ausbreitete, bauten sich die Mönche in Dobbertin eine Kirche und schafften zwei Glocken für dieselbe an. Die Heiden aber, ärgerlich über den schönen Klang der Glocken, beschlossen, diese zu zerstören. Da erschien eines Tages ein Bauer aus Nienhagen und gab vor, er sei durch einen Traum aufgefordert, die Dobbertiner Glocken in dem Nienhager See zu versenken. So wurden sie auf einem mit zwei Ochsen bespannten Wagen zum See gefahren und hinabgelassen. Als nun im Laufe der Zeit jede Gefahr von Seiten der Heiden beseitigt war, wollte man die Glocken wieder herausholen. Aber alle Versuche sie aufzufinden waren vergeblich. Da sah man an einem Sonntagnachmittag zwischen zwölf und ein Uhr drei Glocken aus der Tiefe an die Oberfläche kommen und auf den Wellen schwimmen. Das wiederholte sich an allen Sonn- und Feiertagen um dieselbe Zeit. Wollte man sich aber ihnen nähern, so schwammen sie schnell fort und versanken nach einer Stunde in der Tiefe.
Schon hatte man alle Gedanken an ihre Wiedererlangung aufgegeben, als zwei Knaben an einem Sonntag Gänse hüteten. Da tauchten die Glocken wieder empor. Die Knaben hatten gerade ihre Tücher ausgebreitet, um die mitgebrachten Lebensmittel zu verzehren. Nach der Mahlzeit wuschen sie die Tücher im Wasser des Sees und legten sie zum Trocknen auf eine der Glocken, die in der Nähe im Wasser schaukelte. Plötzlich hörte das Geläut derselben auf und sie standen ruhig und still am Ufer. Die Knaben liefen ins Dorf Nienhagen und meldeten die Kunde. Alle strömten hinaus. Es wurde aus Nienhagen ein Wagen mit vier Pferden herbeigeschafft und die Glocken darauf geladen, um sie nach Nienhagen zu bringen. Aber trotz aller Anstrengungen vermochten die Pferde den Wagen nicht fortzubewegen. Da trat ein alter Bauer heran und bat, man möge ihm gestatten, mit seinen beiden Ochsen die Glocken nach Dobbertin zu bringen. Mit Leichtigkeit zogen die Ochsen den Wagen und die Glocken wurden aufs neue in der Kirche zu Dobbertin aufgehängt.

## Der Streit mit den Dobbertiner Nonnen
Das war schon ein rechtes Ärgernis mit den Dobbertiner Nonnen. Nicht nur, dass sie die Goldberger Kirche als ihr Eigentum betrachteten, nein, auch auf den zugehörigen Kirchenacker erhoben sie Anspruch. Den hatte schon lange der Pfarrer den Goldberger Ackerbürgern gegen entsprechendes Entgelt überlassen. Sollte man sich die ständigen Beschuldigungen der Nonnen gefallen lassen? Die Goldberger beschwerten sich beim Herzog über das ungebührliche Benehmen der Dobbertiner Nonnen. Da lag aber schon längst eine Klage des Klosters vor. Lange wogte der Streit hin und her, denn keine der beteiligten Seiten konnte so richtig seinen Besitzanspruch nachweisen. Schließlich wollte man sich auf den umstrittenen Flurstücken zusammenfinden, damit der herzogliche Amtsmann nach alter Sitte ein abschließendes Urteil fällen konnte. Die Goldberger wussten nur zu gut, was ihnen bevorstand. So einfach sollten die Dobbertiner Nonnen nicht davonkommen. Zwei der Goldberger Ratsherren zogen sich am bewussten Tage alte, ausgetretene Stiefel an. In die schütteten sie vorher Goldberger Erde. Dann schritten sie bedächtig zum Termin. Die streitenden Parteien wurden nun vom herzoglichen Amtsmann angehalten zu schwören, dass ihnen der Acker gehören würde. Doch nur die Goldberger Ratsherren konnten reinen Herzens erklären: Wi stahn up Goldbarger Ird! (Wir stehen auf Goldberger Erde).
So blieb der Kirchenacker in Goldberg.

## Unterirdische Gänge im Kloster
Im Dobbertiner Kloster gibt es nicht nur einen Gang. Sie alle führen zum Dobbertiner See und unter ihm hinweg an das gegenüberliegende Ufer. Doch wo sie genau enden, das hat sich keiner getraut zu ergründen. Wer möchte schon freiwillig sein Leben aufs Spiel setzen?

## Glocken versinken im See
Lähnwitz gelangte Mitte des 15. Jahrhunderts an das Kloster Dobbertin. Es war damals ein Bauerndorf und hatte, wie es in der Sage geschildert wird, eine eigene Kirche. Über jene fehlt es allerdings an Nachrichten. Es wäre möglich, dass sie erst auf Betreiben der Nonnen errichtet wurde, denn zum sonntäglichen Kirchgang nach Dobbertin wäre die Entfernung zu groß gewesen.
Auf dem Kirchhof zu Lähnwitz bei Dobbertin soll früher eine Kirche gestanden haben. Bei der Zerstörung derselben kamen die Glocken in den nahe gelegenen See. Alle Jahre am Johannistag zur Mittagszeit tauchten sie aus dem See auf und blieben eine Stunde am Ufer. Gänsehütende Kinder hingen einst ihre Brottücher zum Trocknen auf die Glocken. Diese wurden dadurch festgebrannt. Als es ein Uhr wurde, fingen sie laut an zu summen. Den Kindern wurde bange, sie nahmen ihre Tücher von den Glocken und liefen weg. Die Glocken aber gingen unter hellem Klingen in den See zurück. Vor mehreren Jahren hat man den See durch Ablassen des Wassers zu einer Wiese gemacht, aber keine Glocken gefunden. Der Acker, auf dem die Kirche stand, heißt noch heute Kapellenacker. Manche Leute sagen, dass die Glocken zu Kriegszeiten im See versenkt wurden, um sie vor Diebstahl zu schützen.

## Der Scheidegänger am Dobbertiner See

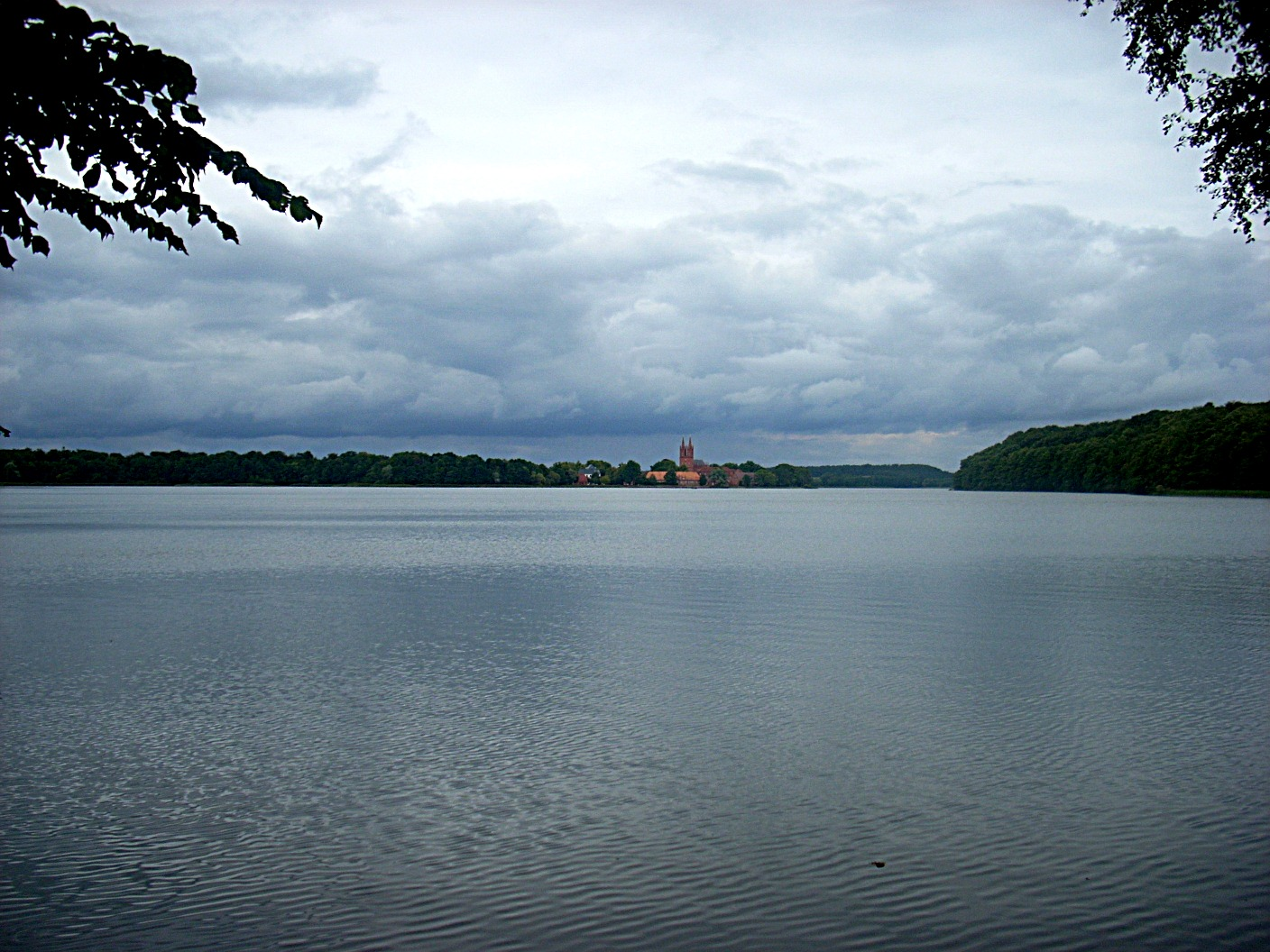
Dobbertiner See und Kloster (2008)

Die Grenze zwischen Dobbertin und Zidderich zog sich durch den Dobbertiner See. Zur eindeutigen Abgrenzung der Fischereirechte schlug man vom Nordufer zum Südufer entlang der Feldmark eine Reihe von Pfählen ein. Das westliche Ende des Dobbertiner Sees, also von der Pfahlreihe westwärts, wurde danach auch Ziddericher See genannt. Die Pfähle werden im Laufe der Zeit immer wieder vergangen sein. Das gab offensichtlich Streit zwischen den Nachbarn, denn bis zur Erneuerung der Pfahlreihe konnte man sich unwissend stellen und im Revier des anderen räubern.
Der Fuhrmann aus Krakow hatte eine Fahrt nach Schwerin. Der kürzeste Weg führte über Dobbertin auf der Nordseite des Dobbertiner Sees entlang nach Zidderich. Hier sollte übernachtet werden. Als er hinter Dobbertin an den See kam, wollte er seine Pferde tränken. Da hörte er es rufen: Hei geiht de Schei! Hei geiht de Schei! (Hier ist die Grenze! Hier ist die Grenze!).
Die Rufe kamen immer näher. Als er sich umschaute, bemerkte er, wie eine Reihe von Pfählen im See auftauchte. Die reichten bis an das andere Ufer. Das war ihm doch zu unheimlich. Er gab seinen Pferden lieber die Peitsche und verschwand eiligst.

## Die Überquerung des Ziddericher Sees
Der Dobbertiner See wurde früher in seinem westlichen Bereich auch der Ziddericher See genannt. Das alte Zidderich soll direkt am See gelegen haben. Eine Landzunge ragte weit in den See hinein und schnürte ihn zusammen. Solche schmalen Stellen hießen im Volksmund Hals. Früher, das war noch vor der Franzosenzeit, erzählte man sich vom kleinen Hals am Ziddericher See merkwürdige Dinge.
Die Einwohner legten Pferdeköpfe in den See. Von Uneingeweihten nicht zu sehen, dienten sie den Zidderichern als eine Art Seebrücke, auf der sie bei Gefahr schnell auf die Dobbiner Seite gelangen konnten. Ehe die Verfolger um den See herum waren, hatte man sich in Sicherheit gebracht. Als dann die Franzosen in Zidderich einfielen, flohen die Einwohner zum letzten Mal über die unsichtbare Brücke. Die Franzosen haben versucht, ihnen zu folgen und sind dabei jämmerlich ertrunken.

## Reiter stürzen sich ins Wasser
Am westlichen Ende des Dobbertiner Sees ist es nicht geheuer. Die Leute erzählten sich früher viele unheimliche Geschichten von dieser Gegend. Mein Vater erlebte selbst etwas Merkwürdiges. Eines Tages war er zum Fischen am See. Da hörte er ein Getrommel von Pferdehufen, als ob eine Reiterarmee unterwegs wäre. Das kam immer näher, aber er konnte beim besten Willen nichts sehen. Es stürmte heran und stürzte sich aus voller Lebenskraft in den See. In riesigen Fontänen rauschte das Wasser auf und brach mit Getöse wieder in sich zusammen. Dann herrschte um den staunenden Vater vollkommene Stille. Er hat das nie verstanden und manchmal an sich selbst gezweifelt, aber das soll so geschehen sein.

## Die Kräheneiche
Zwischen Dobbertin und Goldberg, dicht an der Chaussee, soll eine Eiche gestanden haben, die die Leute Kreihneik nannten. Das war eine alte Eiche und groß im Umfang. Das Merkwürdige daran war, dass durch sie ein riesengroßer Nagel geschlagen war. Auf der einen Seite schaute die Nagelspitze heraus, auf der anderen Seite war noch der Kopf zu sehen. Man erzählte sich, dass hier der Teufel einem Fuhrmann geholfen hatte, sein Fuhrwerk wieder flott zu bekommen. Dafür sollte der Fuhrmann des Teufels eigen sein. Als das Fuhrwerk ein Stück fort war, hat der Fuhrmann laut abgeschworen. In seiner Wut warf der Teufel den Nagel nach ihm, den er noch in der Hand hielt. Doch die Eiche stand zwischen beiden. Da schlug der Nagel so tief hinein, dass ihn selbst der Teufel nicht wieder herausziehen konnte. So blieb er darin, bis der Baum im hohen Alter in einem Sturm umbrach. Denn keiner getraute sich, ihn vorher zu fällen.

## Ein Stecken schlägt aus

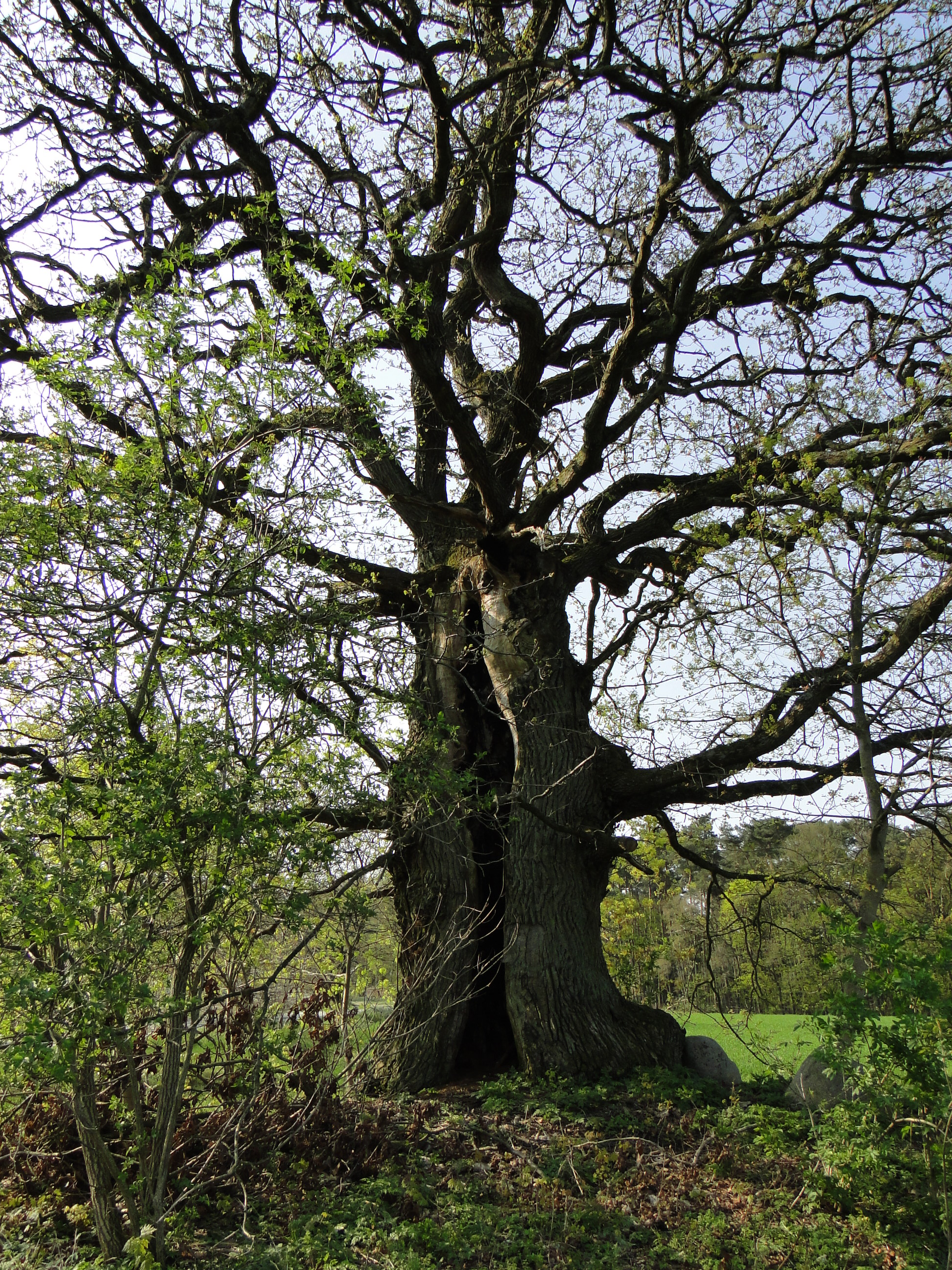
Schäfereiche bei Spendin (2011)

In Spendin, einem dem Kloster Dobbertin gehörigen, etwas nordöstlich gelegenen Gut, stahl einmal ein Mann ein Pferd. Von den Häschern verfolgt, traf er auf einen Schäfer und bat ihn, das Pferd nur einen Augenblick zu halten, damit er seine Notdurft verrichten könne. Die Häscher kamen heran, sahen den Schäfer mit dem Pferd und ergriffen den vermeintlichen Dieb. Sie schleppten ihn zum Syndicus, den Klosterrichter. Obwohl er ständig seine Unschuld beteuerte, wurde er zum Tode verurteilt. Als er auf den Gerichtsberg geführt wurde, stieß er am Weg den Stecken, den Handstab, in die Erde und rief: So wahr ich unschuldig bin, so wahr wird dieser Stecken ausschlagen.
Kaum hingerichtet, trieb der eichene Stecken Blätter und Zweige.
Der Gerichtsberg, einst mit dem Galgen, und die Eiche, heute ein Naturdenkmal, befinden sich westlich des Dorfes Spendin an der Landesstraße 017 von Dobbertin in Richtung Güstrow. Im Dorf sagt man: Schepereick heet dee (Schäfereiche heißt die).

## Kartenspiel ist Teufelswerk

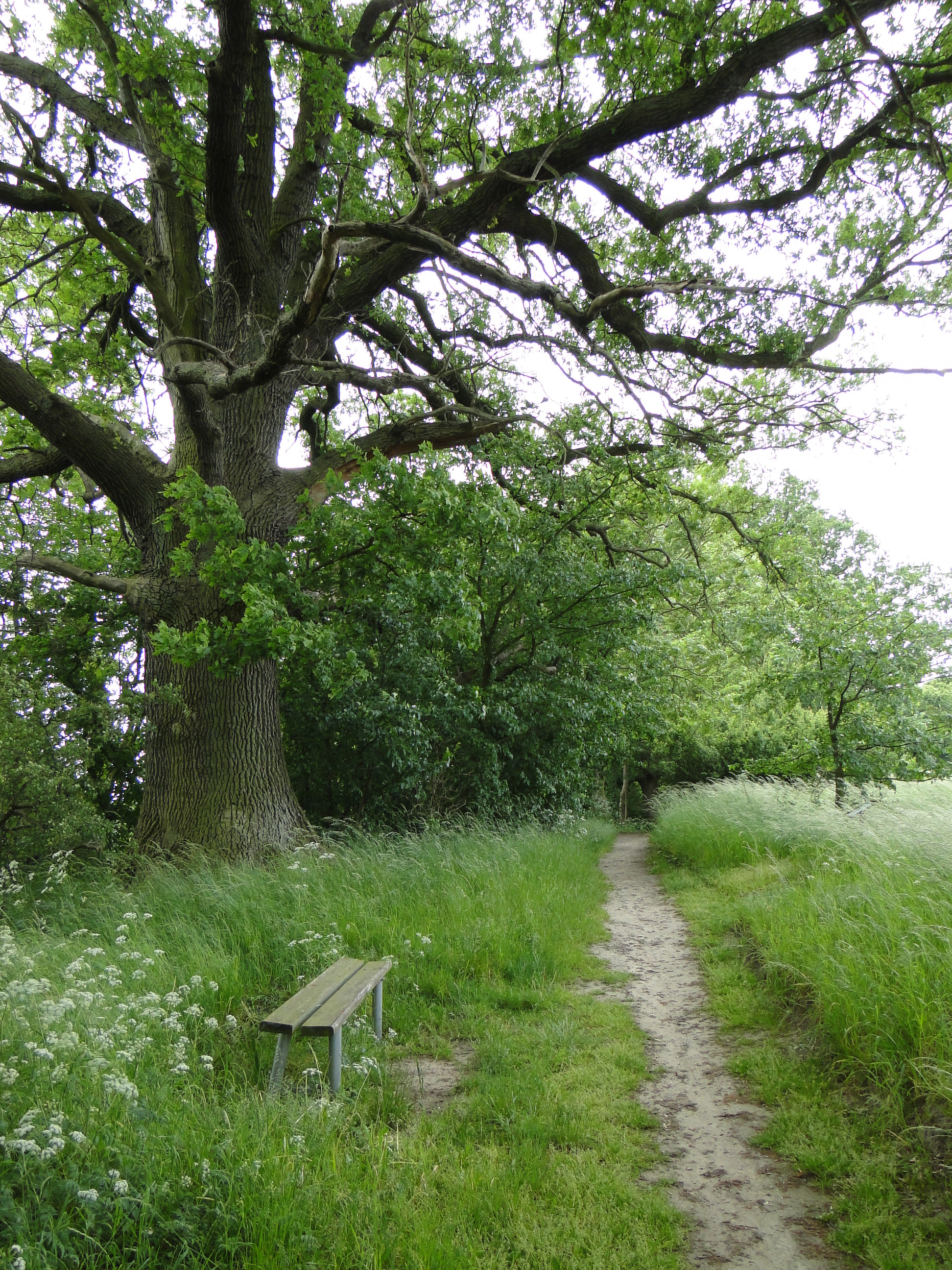
Galgenberg bei Goldberg (2011)

Zwischen Goldberg und Dobbertin stand zum See hin der Goldberger Galgen. Eine berüchtigte Spukstelle, die noch heute von manchem gemieden wird. Auf dem früheren Galgenberg stehen jetzt drei Eichen, die Naturdenkmale sind. Eine wird heute noch Kreihneik genannt.
Einem Bauern aus Dobbertin geschah hier eine merkwürdige Sache. Der Mann hatte die Aufgabe, den Dobbertiner Pastor einmal in der Woche nach Goldberg zu fahren. Doch der Pastor reiste nicht in geschäftlichen Dingen. Er hatte dort mehrere Bekannte, mit denen er sich zum Kartenspiel traf. Der Kutscher war ein sehr abergläubischer Mensch. Der wusste, was der Pastor in Goldberg so trieb. In seinen Augen war Kartenspiel ein Teufelswerk. Deshalb kam ihm die Sache schon lange unheimlich vor. Mit der Zeit wäre er seine Aufgabe gerne losgeworden. Als sie wieder einmal gegen Mitternacht von Goldberg nach Dobbertin zurückfuhren und den Galgenberg passierten, ließ der Pastor halten. Er stieg vom Wagen und sagte dem Kutscher, dass er doch einen Augenblick warten sollte, er wäre gleich zurück. Mit diesen Worten verschwand er in der Dunkelheit. Dem Kutscher stieg die Angst in den Nacken. Es dauerte ihm eine Ewigkeit, bis der Pastor wieder auf den Wagen stieg. Im Galopp ging es nach Dobbertin. Der sonst so gesprächige Pastor verlor auf dem Rest der Fahrt kein Wort. Als er abstieg, war er kreidebleich. Der Bauer hat den Pastor nicht mehr zum Kartenspielen gefahren.

### Gedruckte Quellen
Mecklenburgische Jahrbücher (MJB)